# 愛媛県道41号中島環状線
愛媛県道41号中島環状線（えひめけんどう41ごう なかじまかんじょうせん）は、愛媛県松山市の中島を循環する県道（主要地方道）である。

## 概要

### 路線データ
- 起終点：松山市中島大浦（愛媛県温泉郡中島町大字大浦[1]）

## 歴史
- 1993年（平成5年）5月11日 - 建設省から、県道中島環状線が中島環状線として主要地方道に指定される[1]。

## 地理

### 通過する自治体
- 松山市

### 沿線にある施設など
- 松山市役所 中島支所
- 松山市立中島図書館
- 大浦港
- 愛媛県立松山北高等学校中島分校
- 伊予銀行中島支店
- 中島汽船待合室
- 松山市立中島中学校
- 松山市立中島小学校
- 姫が浜海水浴場
- 神浦港【北緯33度56分59.0秒 東経132度36分13.5秒 / 北緯33.949722度 東経132.603750度】
- 中島歴史民俗博物館
- 吉木郵便局
- 西中港【北緯33度59分1.3秒 東経132度36分18.8秒 / 北緯33.983694度 東経132.605222度】